# Coppa Italia Serie C 1986-1987
La Coppa Italia di Serie C 1986-1987 è stata la sesta edizione della Coppa Italia Serie C. Il vincitore è stato il Livorno che si è aggiudicato il trofeo per la sua prima volta nella storia battendo il Campania Puteolana nella finale a doppia sfida.

## Fase a gironi
Le partite furono disputate tra il 24 agosto e il 14 settembre; in caso di arrivo in parità di due o più squadre si teneva conto della differenza reti.

### Girone A
| Squadra        | P.ti | G | V | N | P | GF | GS | DR  |
| -------------- | ---- | - | - | - | - | -- | -- | --- |
| 1. Casale      | 12   | 6 | 6 | 0 | 0 | 20 | 3  | +17 |
| 2. Sanremese   | 7    | 6 | 3 | 1 | 2 | 7  | 10 | -3  |
| 3. Asti        | 3    | 6 | 1 | 1 | 4 | 6  | 14 | -8  |
| 3. Alessandria | 2    | 6 | 1 | 0 | 5 | 8  | 14 | -6  |

| 24 agosto 1986 1ª giornata | Sanremese | 0 – 3 | Casale |  |

| 1º ottobre 1986 1ª giornata | Alessandria | 2 – 1 | Asti |  |

| 27 agosto 1986 2ª giornata | Casale | 3 – 0 | Asti TSC |  |

| 25 settembre 1986 2ª giornata | Alessandria | 1 – 2 | Sanremese |  |

| 31 agosto 1986 3ª giornata | Asti TSC | 0 – 0 | Sanremese |  |

| 16 ottobre 1986 3ª giornata | Alessandria | 0 – 2 | Casale |  |

| 3 settembre 1986 4ª giornata | Casale | 4 – 0 | Sanremese |  |

| 10 settembre 1986 4ª giornata | Asti | 3 – 2 | Alessandria |  |

| 7 settembre 1986 5ª giornata | Asti TSC | 1 – 4 | Casale |  |

| 7 settembre 1986 5ª giornata | Sanremese | 2 – 1 | Alessandria |  |

| 14 settembre 1986 6ª giornata | Sanremese | 3 – 1 | Asti TSC |  |

| 14 settembre 1986 6ª giornata | Casale | 4 – 2 | Alessandria |  |

### Girone B
| Squadra         | P.ti | G | V | N | P | GF | GS | DR |
| --------------- | ---- | - | - | - | - | -- | -- | -- |
| 1. Pro Patria   | 9    | 6 | 4 | 1 | 1 | 8  | 5  | +3 |
| 2. Novara       | 8    | 6 | 3 | 2 | 1 | 6  | 3  | +3 |
| 3. Legnano      | 7    | 6 | 2 | 3 | 1 | 7  | 5  | +2 |
| 4. Pro Vercelli | 0    | 6 | 0 | 0 | 6 | 4  | 12 | -8 |

| 24 agosto 1986 1ª giornata | Legnano | 0 – 0 | Novara |  |

| 24 agosto 1986 1ª giornata | Pro Vercelli | 3 – 4 | Pro Patria |  |

| 27 agosto 1986 2ª giornata | Novara | 1 – 0 | Pro Vercelli |  |

| 27 agosto 1986 2ª giornata | Pro Patria | 1 – 0 | Legnano |  |

| 31 agosto 1986 3ª giornata | Legnano | 2 – 0 | Pro Vercelli |  |

| 31 agosto 1986 3ª giornata | Novara | 1 – 0 | Pro Patria |  |

| 3 settembre 1986 4ª giornata | Novara | 2 – 2 | Legnano |  |

| 3 settembre 1986 4ª giornata | Pro Patria | 1 – 0 | Pro Vercelli |  |

| 7 settembre 1986 5ª giornata | Legnano | 1 – 1 | Pro Patria |  |

| 7 settembre 1986 5ª giornata | Novara | 2 – 0 | Pro Vercelli |  |

| 14 settembre 1986 6ª giornata | Pro Vercelli | 1 – 2 | Legnano |  |

| 14 settembre 1986 6ª giornata | Pro Patria | 1 – 0 | Novara |  |

### Girone C
| Squadra      | P.ti | G | V | N | P | GF | GS | DR |
| ------------ | ---- | - | - | - | - | -- | -- | -- |
| 1. Pavia     | 8    | 6 | 3 | 2 | 1 | 7  | 4  | +3 |
| 2. Derthona  | 7    | 6 | 2 | 3 | 1 | 4  | 3  | +1 |
| 3. Oltrepò   | 6    | 6 | 2 | 2 | 2 | 5  | 5  | 0  |
| 4. Vogherese | 3    | 6 | 0 | 3 | 3 | 2  | 6  | -4 |

| 24 agosto 1986 1ª giornata | Derthona | 0 – 0 | Oltrepò |  |

| 24 agosto 1986 1ª giornata | Vogherese | 1 – 1 | Pavia |  |

| 27 agosto 1986 2ª giornata | Pavia | 2 – 1 | Derthona |  |

| 27 agosto 1986 2ª giornata | Vogherese | 1 – 1 | Oltrepò |  |

| 31 agosto 1986 3ª giornata | Derthona | 1 – 0 | Vogherese |  |

| 31 agosto 1986 3ª giornata | Oltrepò | 1 – 0 | Pavia |  |

| 3 settembre 1986 4ª giornata | Oltrepò | 1 – 2 | Derthona |  |

| 3 settembre 1986 4ª giornata | Pavia | 2 – 0 | Vogherese |  |

| 7 settembre 1986 5ª giornata | Derthona | 0 – 0 | Pavia |  |

| 7 settembre 1986 5ª giornata | Oltrepò | 1 – 0 | Vogherese |  |

| 14 settembre 1986 6ª giornata | Vogherese | 0 – 0 | Derthona |  |

| 14 settembre 1986 6ª giornata | Pavia | 2 – 1 | Oltrepò |  |

### Girone I
| Squadra      | P.ti | G | V | N | P | GF | GS | DR |
| ------------ | ---- | - | - | - | - | -- | -- | -- |
| 1. Carrarese | 8    | 6 | 3 | 2 | 1 | 8  | 6  | +2 |
| 2. Spezia    | 7    | 6 | 3 | 1 | 2 | 7  | 4  | +3 |
| 3. Entella   | 6    | 6 | 2 | 2 | 2 | 6  | 6  | 0  |
| 4. Massese   | 3    | 6 | 1 | 1 | 4 | 4  | 9  | -5 |

| 24 agosto 1986 1ª giornata | Massese | 1 – 2 | Carrarese |  |

| 24 agosto 1986 1ª giornata | Spezia | 0 – 1 | Entella Bacezza |  |

| 27 agosto 1986 2ª giornata | Entella Bacezza | 1 – 1 | Massese |  |

| 27 agosto 1986 2ª giornata | Carrarese | 1 – 1 | Spezia |  |

| 31 agosto 1986 3ª giornata | Entella Bacezza | 2 – 2 | Carrarese |  |

| 31 agosto 1986 3ª giornata | Massese | 1 – 3 | Spezia |  |

| 3 settembre 1986 4ª giornata | Carrarese | 1 – 0 | Massese |  |

| 4 settembre 1986 4ª giornata | Entella Bacezza | 1 – 0 | Spezia |  |

| 7 settembre 1986 5ª giornata | Massese | 1 – 0 | Entella Bacezza |  |

| 7 settembre 1986 5ª giornata | Spezia | 1 – 0 | Carrarese |  |

| 14 settembre 1986 6ª giornata | Carrarese | 2 – 1 | Entella Bacezza |  |

| 14 settembre 1986 6ª giornata | Spezia | 2 – 0 | Massese |  |

### Girone K
|  | Pos. | Squadra    | Pt | G | V | N+V | P | GF | GS | DR |
|  | ---- | ---------- | -- | - | - | --- | - | -- | -- | -- |
|  | ?.   | Fano       |    | 6 |   |     |   |    |    |    |
|  | ?.   | Vis Pesaro |    | 6 |   |     |   |    |    |    |
|  | ?.   | Rimini     | 6  | 6 | 1 | 3   | 2 | 5  | 7  | -2 |
|  | ?.   | Cesenatico |    | 6 |   |     |   |    |    |    |

#### Risultati
| andata | 1ª giornata | ritorno |
|        |             |         |
| 2-2    | Fano-Rimini | 2-0     |

| andata | 2ª giornata       | ritorno |
|        |                   |         |
| 0-1    | Rimini-Vis Pesaro | 1-1     |

| andata | 3ª giornata       | ritorno |
|        |                   |         |
| 0-1    | Cesenatico-Rimini | 1-1     |

## Fase a eliminazione diretta

### Finale
| Arbitro: | Monni (Sassari) |

|                   |           |  |
| Casale 81’ (rig.) | Marcatori |  |

| Arbitro: | Da Ros (Treviso) |

|                                     |           |  |
| Casilli 19’ Susi 35’ D’Agostino 91’ | Marcatori |  |

### Tabellini finale

#### Andata
Campania Puteolana:
Livorno:

#### Ritorno
Livorno: Boldini, Rizzo, Dondoni, (62' Piccini), Pontis, Manetti, Falsettini, Casilli, Mazzoni, D'Este (77' D'Agostino), Marocchi (75' Lucchi), Susi. All. Mattè.
Campania Puteolana: Visconti , Gargiulo (78' Spampinato), Frascella, Di Battista (9' Cotecchia), Bobbiesi, Laurenti, Scienza, Marini, Casale, Picasso, Campilongo. All. Bean.